# 増田美希子
増田 美希子（ますだみきこ、1977年5月25日- ）は、日本の警察官僚。福井県警察本部長 。

## 来歴
東京都出身。東京大学教養学部を卒業後、2000年 (平成12年)、警察庁に入庁。
入庁後、兵庫県警察本部警備部外事課長、警察庁警備局警備企画課理事官、在カナダ日本国大使館一等書記官、警察庁長官官房企画官兼警察庁警備局外事情報部外事課理事官などを歴任。
警視庁公安部外事第一課長に在任中、大川原化工機事件の噴霧乾燥器に関する追加の温度実験をするなど補充捜査に関わった。警視庁公安部参事官在任中、スパイが身近にいるとして企業に警鐘を鳴らした。
その後、警察庁警備局警備運用部警備第三課長兼警備運用部付兼長官官房付、警察庁警備局警備運用部警備第二課長を歴任。
2025年4月25日、福井県警察本部長  (女性初)に就任。原発警備や拉致問題を最重要課題の一つとして取り組んでいきたいと抱負を述べた。

## 略歴
- 2000年4月- 警察庁入庁[1][3][11]
- 2003年- 人事院行政官長期在外研究員 (ピッツバーグ大学)[3]
- 2006年- 警察庁警備局外事情報部国際テロリズム対策課付・課長補佐(外務省総合外交政策局安全保障政策課国際テロ対策協力室)[3]
- 2007年- 警察庁長官官房国際課課長補佐[3]
- 2009年3月- 兵庫県警察本部警備部外事課長[12]
- 2010年- 警察庁警備局警備企画課課長補佐[3]
- 2012年- 内閣官房内閣情報調査室[3]
- 2014年- 警察庁警備局警備企画課課長補佐兼長官官房国際課付[3]
- 2015年
  - 警察庁警備局警備企画課理事官 (任警視正)[3]
  - 在カナダ日本国大使館一等書記官[3]
- 2018年8月- 警察庁長官官房調査官[13]
- 2019年
  - 1月- 警察庁長官官房企画官兼警備局外事情報部外事課理事官[14]
  - 9月9日- 警察庁警備局外事情報部調査官兼国際テロリズム対策課付兼外事課不正輸出対策官兼外事課理事官[15]
  - 9月17日- 警察庁長官官房企画官兼警備局外事情報部外事課理事官[16]
- 2020年8月- 警視庁公安部外事第一課長[17]
- 2021年
  - 1月- 警視庁公安部公安総務課長[18]
  - 9月- 警視庁公安部参事官 (任警視長)[19][20]
- 2023年
  - 3月- 警察庁警備局警備運用部警備第三課長兼警備運用部付兼長官官房付[21][20]
  - 9月- 警察庁警備局警備運用部警備第二課長[22][23]
- 2025年4月- 福井県警察本部長 (福井県警察初の女性本部長)[3][4][5][6][7]